# 登打士西站
登打士西站（英語：Dundas West Station）是一座多倫多地鐵布魯亞－丹佛線車站，坐落加拿大安大略省多倫多登打士西街和布魯亞西街（Bloor Street West）的交界處以北，於1966年2月26日聯同該地鐵線的首期路段一起開幕。
下列由多倫多公車局營運的巴士和有軌電車線駛經登打士西站：
- 40號交匯區巴士線（Junction）
- 168號斯明頓巴士線（Symington）
- 193號展覽廣場火箭巴士線（Exhibition Rocket）
- 306號卡爾頓街深宵巴士線（Carlton）
- 504號皇帝街有軌電車線（King）
- 505號登打士街有軌電車線（Dundas）

此外，GO通勤鐵路基秦拿線（Kitchener line）的布魯亞站（Bloor Station）則位於登打士西地鐵站以東約200米。

## 外部連結
- 维基共享资源上的相關多媒體資源：登打士西站
- （英文）TTC Dundas West Station （页面存档备份，存于）－多倫多公車局網站 登打士西站頁面